# 石川三恵子
石川 三恵子（いしかわ みえこ、1964年1月23日 - ）は、主にコンピュータゲームの音楽を手がける作曲家。大妻女子大学短期大学部卒業。現在は日本ファルコムの取締役デザインユニット部長。

## 来歴
1987年に日本ファルコムに入社し、『イースII』、『ソーサリアン』等の作曲を担当。1980年代後期にはパソコン雑誌に度々顔出しし、広告塔としての役目も果たしていた。
古代祐三の退社後は、同社のサウンドチームである Falcom Sound Team J.D.K. の初代リーダーを務めたが、1997年に発売された『ソーサリアンforever』を最後に同社のサウンドスタッフを引退。その後、同社のゲーム開発の総括的立場や広報活動に回っていたが、PSP版『ぐるみん』でサウンドスタッフとして復帰した。

## 代表作
- イースシリーズ（『I（ミネアの町の曲、PSG音源機種専用曲（タイトル、廃坑、ED2、ボツ曲1曲））[3]』、『II』、『III』、『IV』、『V』）
- ダイナソア
- ブランディッシュ（『I』 - 『III』、『VT』）
- 風の伝説ザナドゥ（『I』、『II』）
- ドラゴンスレイヤーIV ドラスレファミリー（MSX版、MSX2版）
- ドラゴンスレイヤー英雄伝説（『I』、『II』）
- ぽっぷるメイル
- 英雄伝説 ガガーブトリロジー（『III』、旧『IV』）
- ザナドゥ（MSX版）
- ソーサリアンシリーズ
- スタートレーダー
- ぐるみん（PSP版）
- 英雄伝説VI 空の軌跡